# Enlace carbono-oxígeno

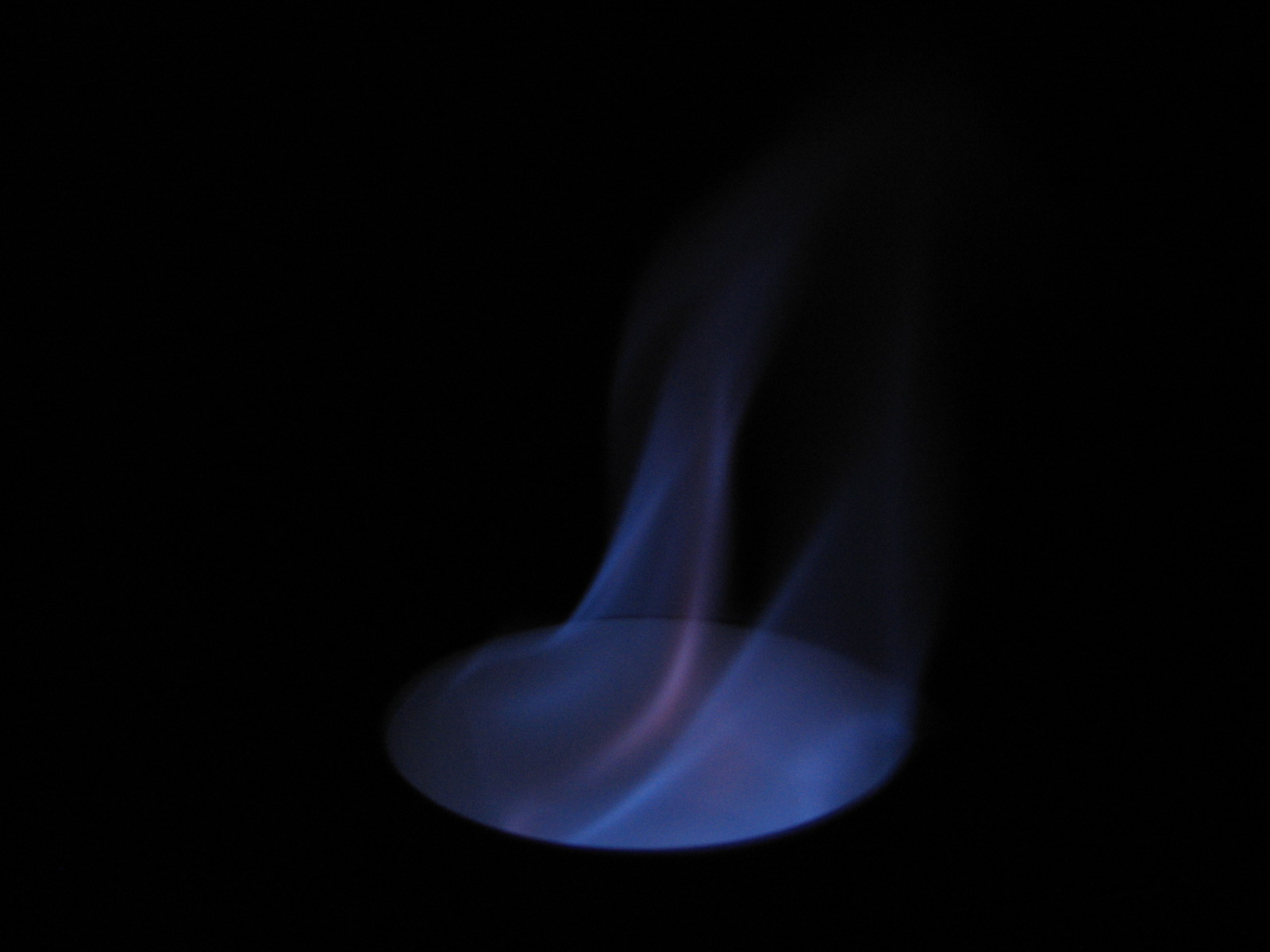
En la combustión del etanol se forman enlaces carbono-oxígeno.

Un enlace carbono-oxígeno  es un enlace covalente entre un átomo de carbono y otro de oxígeno y es uno de los más abundantes en química orgánica y bioquímica. En el contexto de la regla del octeto,el oxígeno  tiene 6 electrones de valencia y necesita compartir dos de sus electrones uniéndose o enlazándose a otro átomo —como el carbono— dejando los restantes 4 electrones no-enlazantes en 2 pares no compartidos. Un ejemplo simple de este tipo de enlace es el etanol, o alcohol etílico, con un enlace carbono-oxígeno y un enlace oxígeno-hidrógeno. 
Comúnmente, puede ser simple (C-O) o doble (C=O).

## Enlace simple carbono-oxígeno
Un enlace C-O está fuertemente polarizado hacia el oxígeno (electronegatividad C vs O = 2.55:3.44). Muchos alcoholes son solubles en agua por esta polaridad y por la formación de enlaces de hidrógeno. La longitud de enlace para los enlaces simples C-O tiene un valor aproximado de 143 picometros, menor que la longitud de los enlaces C-N o C-C. Un enlace simple acortado se encuentra en los ácidos carboxílicos (136 pm) debido al carácter de doble enlace parcial; un enlace alargado se encuentra en los epóxidos (147 pm). La energía de enlace C-O es también mayor que la de los enlaces C-N o C-C. Por ejemplo, las energías de enlace son de 91 kcal/mol (a 298 K) en el metanol, 87 kcal/mol en metilamina, y de 88 kcal/mol en etano.

## Enlace doble carbono-oxígeno
Carbono y oxígeno forman enlace doble terminal C=O llamado grupo carbonilo en grupos funcionales como cetonas, ésteres, ácidos carboxílicos y muchos más. 
También se encuentran enlaces C=O internos en iones oxonio, cargados positivamente, pero sobre todo aparece en compuestos intermediarios de reacción. En los furanos, el átomo de oxígeno contribuye a la deslocalización de los electrones π gracias a su orbital p lleno, de ahí que los furanos sean compuestos aromáticos. Las longitudes de los enlaces C=O son de aproximadamente 123 pm en los compuestos carbonilo. La longitud de enlace C=O en los haluros de acilos tiene carácter parcial de triple enlace y consecuentemente es más corto: 117 pm. Los enlaces dobles C=O también tiene energías muy altas, incluso mayores que la del triple enlace N-N.
No existen compuestos con triple enlace formal C-O, más allá del monóxido de carbono.

## Química de los enlaces C-O y C=O
En química orgánica, la reactividad de los enlaces carbono-oxígeno se deriva de la carga parcial positiva que induce el oxígeno en el carbono, frente a enlaces menos polares C-C o C-H, de la carga parcial negativa que reside en el oxígeno, y de la posibilidad de cambiar el carácter enlace entre simple y doble, o bien de rotura heterolítica del enlace simple, ya que el oxígeno en general puede estabilizar una carga negativa. Algunas reacciones importantes en las que aparecen compuestos con enlaces carbono-oxígeno son:
- La síntesis de éteres de Williamson,
- La sustitución nucleofílica al grupo acilo y
- La adición electrofílica a alquenos.
- La reacción de Paterno-Buchi es el equivalente de una reacción de metátesis con el grupo carbonilo .

## Grupos funcionales que contienen oxígeno
Los enlaces carbono-oxígeno están presentes en estos grupos funcionales:
| Serie homóloga      | Orden de enlace | Fórmula        | Fórmula estructural | Ejemplo                 |
| ------------------- | --------------- | -------------- | ------------------- | ----------------------- |
| Ácidos carboxílicos | 1+2             | RCOOH          | Ácido carboxílico   | Ácido acético           |
| Alcoholes           | 1               | R3C-OH         | Alcohol             | Etanol                  |
| Éteres              | 1               | R3C-O-CR3      | Éter                | Dietiléter              |
| Peróxidos           | 1               | R3C-O-O-CR3    | Hidroperóxido       | Peróxido de diterbutilo |
| Ésteres             | 1+2             | R3C-CO-O-CR3   | Éster               | Acrilato de etilo       |
| Ésteres carbónicos  | 1               | R3C-O-CO-O-CR3 | Éster carbónico     | Carbonato de etileno    |
| Cetonas             | 2               | R3C-CO-CR3     | Cetona              | Acetona                 |
| Aldehídos           | 2               | R3C-CHO        | Aldehído            | Acroleína               |
| Furanos             | 1.5             |                | Furano              | Furfural                |
| Sales de pirilio    | 1.5             |                | piridina            | Antocianinas            |

## Principales moléculas inorgánicas con enlace carbono-oxígeno
Fuera de la química orgánica también hay moléculas importantes con enlace carbono-oxígeno, como son:
- el dióxido de carbono, protagonista del ciclo del carbono, fundamental para la vida, su producto de equilibrio con el agua, el ácido carbónico, y sus productos de desprotonación, el anión bicarbonato y el anión carbonato,
- el monóxido de carbono, de gran relevancia práctica por su toxicidad y su generación como subproducto en muchos procesos de combustión, y que también tiene aplicaciones en química de coordinación, donde típicamente estabiliza metales en estados bajos de oxidación,
- los aniones acetato y oxalato, aunque estrictamente se pueden considerar orgánicos por ser ácidos carboxílico, son muy relevantes para la química inorgánica donde se usan como ligandos de diversa denticidad,
- los productos de oxidación parcial de grafenos, fullerenos y nanotubos de carbono.

## Enlaces químicos del carbono con el resto de átomos
| CH  |     |     |     |     |     |     |     |     |     |     |     |     |     |     |     |     |     | He  |
| CLi | CBe |     |     |     |     |     |     |     |     |     |     | CB  | CC  | CN  | CO  | CO  | CF  | Ne  |
| CNa | CMg |     |     |     |     |     |     |     |     |     |     | CAl | CSi | CP  | CS  | CS  | CCl | CAr |
| CK  | CCa | CSc | CTi | CV  | CCr | CMn | CFe | CCo | CNi | CCu | CZn | CGa | CGe | CAs | CSe | CSe | CBr | CKr |
| CRb | CSr | CY  | CZr | CNb | CMo | CTc | CRu | CRh | CPd | CAg | CCd | CIn | CSn | CSb | CTe | CTe | CI  | CXe |
| CCs | CBa |     | CHf | CTa | CW  | CRe | COs | CIr | CPt | CAu | CHg | CTl | CPb | CBi | CPo | CPo | CAt | Rn  |
| Fr  | CRa | Rf  | Db  | CSg | Bh  | Hs  | Mt  | Ds  | Rg  | Cn  | Nh  | Fl  | Mc  | Lv  | Lv  | Ts  | Og  |     |
|     |     | ↓   |     |     |     |     |     |     |     |     |     |     |     |     |     |     |     |     |
|     |     | CLa | CCe | CPr | CNd | CPm | CSm | CEu | CGd | CTb | CDy | CHo | CEr | CTm | CYb | CYb | CLu |     |
|     |     | Ac  | CTh | CPa | CU  | CNp | CPu | CAm | CCm | CBk | CCf | CEs | Fm  | Md  | No  | No  | Lr  |     |

| Química orgánica básica.                        | Muchos usos en Química.           |
| Investigación académica, pero no un amplio uso. | Enlace desconocido / no evaluado. |